# Un mag de Terramar
Un mag de Terramar (en anglès: A Wizard of Earthsea) és una novel·la fantàstica escrita per l'autora nord-americana Ursula K. Le Guin i publicada per primera vegada per l'editorial Parnassus el 1968. Es considera un clàssic de la literatura infantil i de la fantasia, dins dels quals té una gran influència. La història està ambientada a l'arxipèlag fictici de Terramar i se centra en un jove fetiller anomenat Ged, nascut en un poble de l'illa de Gont. En Ged demostra un gran poder des de la infantesa, més endavant començarà a estudiar màgia a una escola de bruixeria, on el seu caràcter competitiu el porta a un conflicte amb un company d'estudis. Durant un duel màgic, l'encanteri d'en Ged surt malament i allibera una ombra que l'ataca. La novel·la segueix el viatge d'en Ged mentre busca deslliurar-se de la criatura.
Sovint s'ha descrit el llibre com un bildungsroman, o novel·la d'aprenentatge, ja que explora el procés d'en Ged per aprendre a fer front al poder i a acceptar la mort. La novel·la també inclou temes taoistes sobre un equilibri fonamental en l'univers de Terramar, que se suposa que els mags mantenen, estretament lligats a la idea que la llengua i els noms tenen poder per afectar el món material i alterar aquest equilibri. L'estructura de la història és semblant a la d'una èpica tradicional, tot i que els crítics també han considerat que subverteix aquest gènere de moltes maneres, com per exemple fent que el protagonista tingui la pell fosca en contrast amb la majoria d'herois blancs.
Un mag de Terramar va rebre crítiques molt positives, inicialment com una obra per a la canalla i més tard entre un públic general. Va guanyar el premi Boston Globe-Horn Book el 1969 i va ser un dels guardonats amb el premi Lewis Carroll Shelf el 1979. Margaret Atwood la va descriure una de les «fonts» de la literatura fantàstica. Le Guin va escriure cinc llibres posteriors que es coneixen col·lectivament com el Cicle de Terramar, format per Un mag de Terramar, les Les tombes d'Atuan (1971), La costa més llunyana (1972), Tehanu (1990), L'altre vent (2001), i Contes de Terramar (2001). George Slusser va descriure la sèrie com una «obra d'alt estil i imaginació», mentre que Amanda Craig va dir que Un mag de Terramar era «la novel·la infantil més emocionant, sàvia i bonica que s'hagués fet mai».
Va ser publicada en català per l'editorial Edhasa com a part de la col·lecció «Clàssics Moderns» el 1986, juntament amb els dos volums següents: Les tombes d'Atuan i La costa més llunyana

## Redacció

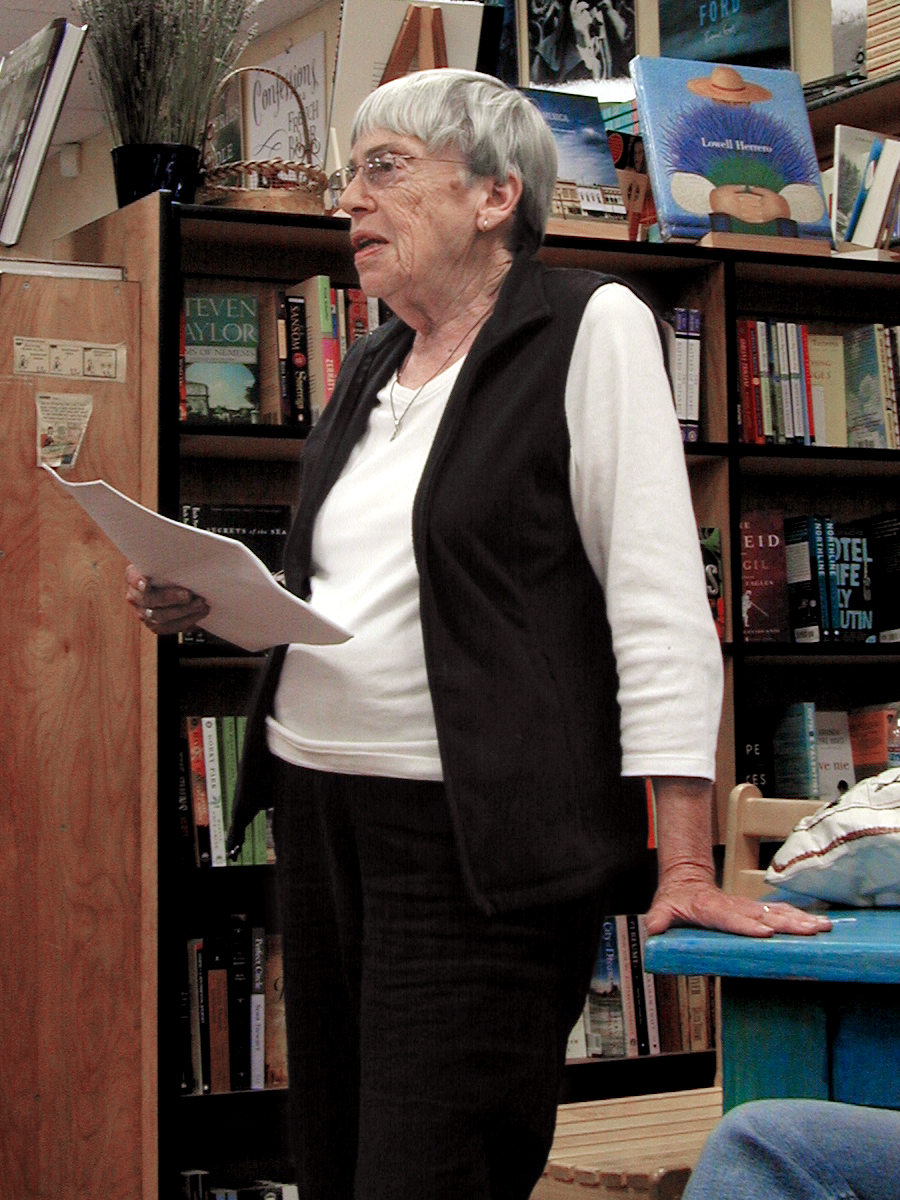
Le Guin fent una lectura el 2008

Els primers conceptes per a l'ambientació de Terramar es van desenvolupar en dos contes breus, «The Rule of Names» (1964) i «The Word of Unbinding» (1964), tots dos publicats a Fantastic. Les històries es van recollir posteriorment a l'antologia de Le Guin The Wind’s Twelve Quarters (1975). Terramar també es va utilitzar com a escenari d'una història que va escriure entre el 1965 i el 1966, però mai no es va publicar. El 1967, Herman Schein (l'editor de l’editorial Parnassus i el marit de Ruth Robbins, la il·lustradora del llibre) va demanar a Le Guin que intentés escriure un llibre «per a nens grans», donant-li total llibertat sobre el tema i l'enfocament. L'autora no tenia experiència prèvia en la literatura juvenil, gènere que va guanyar protagonisme a finals dels anys seixanta. A partir dels seus contes, va començar a treballar en Un mag de Terramar. L'autora ha manifestat que el llibre era en part una resposta a la imatge dels mags com a vells i savis, i a preguntar-se d'on provenen. Més tard va dir que va triar el gènere de la fantasia i el tema de la novel·la de formació, tint en compte que la novel·la estava destinada a un públic adolescent.
Els contes publicats el 1964 van introduir el món de Terramar i algunes idees fonamentals, com el tractament de la màgia de Le Guin. «La regla dels noms» també va presentar a Yevaud, un drac que apareix breument a Un mag de Terramar. La seva representació de Terramar va ser influïda per la seva familiaritat amb les llegendes natives americanes així com amb la mitologia nòrdica. El seu coneixement de mites i llegendes, així com el seu interès familiar per l'antropologia, han estat descrits per l'estudiosa Donna White com els elements claus que li han permès crear «cultures senceres» per a les illes de Terramar. La influència de la tradició nòrdica en particular es pot veure en els personatges dels karguesos, que són rossos i d'ulls blaus, i veneren dos déus que són germans. La influència del pensament taoista en l'escriptura de Le Guin també és visible en la idea d'un «equilibri» còsmic.

## Llibre

### Escenari
"Només en silenci, la paraula, 
 només en la foscor, la llum, 
 només en la mort, la vida: 
 resplendent el vol del raàç 
 al cel buit."
Terramar és un arxipèlag. En la història de ficció d'aquest món, les illes van ser emergides de l'oceà per un ésser anomenat Segoy. El món està habitat tant per humans com per dracs, i la majoria o tots els humans tenen algun do màgic innat, alguns són bruixots o fetillers més dotats. El món descrit per Le Guin es basa en un equilibri delicat que es veu alterat en cada una de les novel·les de la trilogia original. Terramar és una societat preindustrial i està composta per diverses cultures. La majoria dels personatges són dels pobles hàrdics, que són de pell fosca i que poblen la majoria de les illes. Les quatre grans illes orientals estan habitades per la gent karguesa de pell blanca, que menysprea la màgia i veu la gent hàrdica com a bruixots malvats: els karguesos, al seu torn, són vists pel poble hàrdic com a bàrbars. Les regions del Confí Occidental de l'arxipèlag són el regne dels dracs.

### Resum de la trama
La novel·la segueix un nen anomenat Duny, sobrenomenat «Esparver», nascut a l'illa de Gont. Descobrint que el nen té un gran poder innat, la seva tia, una bruixa, li ensenya la petita màgia que coneix. Quan el seu poble és atacat pels assaltants karguesos, en Duny atrau una boira per ocultar el poble i els seus habitants, permetent als residents expulsar els karguesos. En sentir això, el poderós mag Ogion el pren com a aprenent, i més tard li dona el seu «nom real»: Ged. Ogion intenta ensenyar a en Ged l'«equilibri», el concepte que la màgia pot alterar l'ordre natural del món si s'utilitza de manera inadequada. En un intent d'impressionar a una noia, però, en Ged cerca els llibres d'encanteris d'Ogion i, sense voler, convoca una estranya ombra, que ha de ser desterrada per Ogion. Notant les ganes de fer màgia i la impaciència d'en Ged amb els seus lents mètodes d'ensenyament, Ogion li pregunta si preferiria anar a la coneguda escola de bruixots de l'illa de Roke. En Ged estima l'Ogion, però decideix anar-hi.
A l'escola, en Ged coneix en Jaspi i immediatament hi entrarà en conflicte. Es fa amic d'un estudiant gran anomenat Veça, però en general es manté al marge de qualsevol altra persona. Les habilitats d'en Ged inspiren admiració tant per part dels professors com dels estudiants. Troba una criatura petita: un otak, anomenada Hoag, que es converteix en el seu animal de companyia. Durant una festa, en Jaspi actua de manera condescendent cap en Ged i el provoca. En Ged el desafia a un duel de màgia, i llança un poderós encanteri amb l'objectiu de convocar l'esperit d'una llegendària dona morta. L'encanteri surt malament i, en canvi, allibera una criatura de l'ombra, que l'ataca i li marca la cara. L'arximag Nemmerle allunya l'ombra, però això li acaba costant la vida.
En Ged passa molts mesos curant-se abans de reprendre els seus estudis. El nou arximag, Gensher, descriu l'ombra com un mal antic que vol posseir en Ged i l'adverteix que la criatura no té nom. En Ged finalment es gradua i rep la seva indumentària de mag. Aleshores s'instal·la a les noranta illes, proporcionant als pobres vilatans protecció dels dracs que s'han apoderat i s'han establert a la propera illa de Pendor, però descobreix que l'ombra encara el busca. Sabent que no pot protegir-se de les dues amenaces al mateix temps, navega cap a Pendor i es juga la vida a endevinar el veritable nom del drac adult. Quan el guanya, el drac s'ofereix a dir-li el nom de l'ombra, però en Ged prefereix forçar el drac a prometre que ni ell ni la seva descendència mai més no amenaçaran l'arxipèlag.
Perseguit per l'ombra, en Ged fuig a Osskil, havent sentit parlar de la pedra del Terrenon. És atacat per l'ombra, però aconsegueix escapar-se cap a la Cort de Terrenon. La Serret, la dama del castell, i la mateixa noia que en Ged havia intentat impressionar anys abans, li ensenya la pedra i insta a en Ged a parlar-hi, afirmant que pot donar-li coneixement i poder il·limitats. Reconeixent que la pedra alberga un dels poders antics —éssers antics, poderosos i malèvols—, en Ged s'hi nega. Fuig i és perseguit per les criatures de la Pedra, però es transforma en un falcó ràpidament i se n'escapa. Malauradament perd l'otak.
En Ged torna volant cap a Gont on es retroba amb l'Ogion. A diferència de Gensher, Ogion insisteix que totes les criatures tenen un nom i aconsella en Ged que s'enfronti a l'ombra. Ogion té raó i quan en Ged busca l'ombra, ella en fuig. En Ged la persegueix amb un petit veler, fins que l'ombra l'atrau a una boira que fa naufragar-lo en un escull. En Ged es recupera amb l'ajuda d'una parella d'avis abandonats en una petita illa des que eren petits; la dona regala a en Ged part d'una polsera trencada. En Ged arregla el vaixell i reprèn la persecució de l'ombra cap al Confí Oriental. A l'illa d'Iffish, retroba el seu amic Veça, que insisteix a quedar-se amb ell. Viatgen cap a l'est molt més enllà de les terres conegudes abans de trobar-se finalment amb l'ombra. Anomenant-la amb el seu propi nom, en Ged s'hi fusiona i amb alegria li diu a en Veça que està curat i sencer.

### Il·lustracions
La primera edició del llibre, publicada el 1968, va ser il·lustrada per Ruth Robbins. La il·lustració de la portada era en color i l'interior del llibre contenia un mapa de l'arxipèlag de Terramar. A més, cada capítol tenia una il·lustració en blanc i negre de Robbins, semblant a una imatge gravada en xilografia. Les imatges representaven temes de cada capítol; per exemple, la primera imatge representava l'illa de Gont, mentre que la il·lustració del capítol «El drac de Pendor» representava un drac volador.

### Publicació
Un mag de Terramar va ser publicat per primera vegada l'any 1968 per l'editorial Parnassus a Berkeley, un any abans de La mà esquerra de la foscor, l'obra més destacada de Le Guin. Va ser una fita personal per a Le Guin, ja que va representar el seu primer intent d'escriure per a nens; només havia escrit un grapat d'altres novel·les i contes abans de la seva publicació. El llibre també va ser el seu primer intent d'escriure fantasia, més que ciència-ficció. Un mag de Terramar va ser el primer dels llibres de Le Guin a rebre una crítica generalitzada, i ha estat descrita com la seva obra més coneguda, com a part de la sèrie Terramar. El llibre s'ha publicat en nombroses edicions, inclosa una edició il·lustrada de la Folio Society publicada el 2015. També va ser traduït a altres idiomes entre els quals el català. Una edició òmnibus de totes les obres de Le Guin del cicle de Terramar es va publicar en el 50è aniversari de la publicació d'Un mag de Terramar el 2018.
Originalment, Le Guin pretenia que Un mag de Terramar fos una novel·la autònoma, però va decidir escriure una seqüela després de considerar el final obert del primer llibre, i Les tombes d'Atuan es va publicar el 1971 i La costa més llunyana el 1972. Les Tombes d'Atuan explica la història de l'intent d'en Ged d'unir les dues parts de l'anell d'Erreth Akbe, la meitat del qual està enterrat a les tombes d'Atuan a les terres kargueses, d'on l'ha de robar. Allà coneix la sacerdotessa Tenar, en qui se centra el llibre. A La costa més llunyana, en Ged, que s'ha convertit en Arximag, intenta combatre un afebliment de la màgia a Terramar, acompanyat de l'Arren, un jove príncep. Els tres primers llibres conformen la «trilogia original»; i en cadascun d'ells, es mostra com en Ged intenta curar algun desequilibri al món. Més endavant es van publicar Tehanu (1990), Contes de Terramar (2001) i L'altre vent (2001), que de vegades es coneix com la «segona trilogia».

## Recepció

### Dins de la literatura infantil
El reconeixement inicial del llibre va ser dels crítics de literatura infantil, entre els quals va obtenir elogis. Un mag de Terramar va rebre una resposta encara més positiva al Regne Unit quan es va publicar l'any 1971, cosa que, segons White, reflectia la gran admiració de la crítica britànica per la fantasia infantil. A la seva col·lecció amb anotacions de Fantasy for Children (1975), la crítica britànica Naomi Lewis ho va descriure en els termes següents: «[No és] el llibre més fàcil per a fer-ne una lectura en diagonal, però els lectors que facin el pas es trobaran en una de les obres més importants de fantasia del nostre temps». De la mateixa manera, l'estudiosa literària Margaret Esmonde va escriure el 1981 que «Le Guin […] va enriquir la literatura infantil amb la que pot ser la seva millor alta fantasia», mentre que una ressenya a The Guardian de l'autora i periodista Amanda Craig va dir que era «La novel·la infantil més emocionant, sàvia i bonica de sempre, [escrita] en una prosa tan tensa i neta com la vela d'un vaixell.»
En analitzar el llibre per a una reunió de bibliotecaris infantils, Eleanor Cameron va elogiar la construcció del món a la història, dient que «és com si [Le Guin] hagués viscut a l'arxipèlag». L'autor David Mitchell va qualificar el personatge principal d'en Ged com una «creació excel·lent», i va argumentar que era un mag més proper que els que apareixien a les obres de fantasia destacades de l'època. Segons ell, personatges com Gandalf eren «variants de l'arquetip de Merlí, un aristòcrata erudit caucàsic entre els bruixots» amb poc espai per créixer, mentre que en Ged es va desenvolupar com a personatge a través de la seva història. Mitchell també va elogiar els altres personatges de la història, que segons va dir semblaven tenir una «vida interior totalment pensada» tot i ser presències fugaces. L'Encyclopedia of Science Fiction de 1995 va dir que els llibres del cicle de Terramar havien estat considerats els millors llibres de ciència-ficció per a nens en el període posterior a la Segona Guerra Mundial.

### Com a novel·la fantàstica
Alguns autors han considerat que, en general, les novel·les del cicle de Terramar van rebre menys atenció crítica perquè es consideraven llibres infantils. La mateixa Le Guin es va oposar a aquest tractament de la literatura infantil, descrivint-la com a «porqueria xovinista per a adults». El 1976, l'erudit literari George Slusser va criticar la «classificació de publicacions ridícules que designava la sèrie original com a "literatura infantil"». Barbara Bucknall va afirmar que «Le Guin no estava escrivint per a nens petits quan va escriure aquestes fantasies, ni tampoc per a adults. Escrivia per a «nens més grans» Però de fet la poden llegir, com Tolkien, nens de deu anys i adults. Aquestes històries no tenen edat perquè tracten problemes que ens enfronten a qualsevol edat». Només anys més tard Un mag de Terramar va rebre l'atenció d'un públic més general. El crític literari Tom Shippey va ser un dels primers a tractar Un mag de Terramar com a literatura seriosa, incorporant-ne l'anàlisi en un volum que també incloïa obres de C. S. Lewis i Fiódor Dostoievski, entre d'altres. Margaret Atwood va dir que veia el llibre com «un llibre de fantasia per a adults», i va afegir que el llibre es podria classificar com a ficció per a joves o com a fantasia, però com que tractava temes com «la vida i la mort i qui som com a éssers humans», podia ser llegit i gaudit per qualsevol persona de més de dotze anys. L'Encyclopedia of Science Fiction es va fer ressò d'aquesta visió, dient que l'atractiu de la sèrie anava «molt més enllà» dels joves adults per als quals va ser escrita. Va elogiar el llibre com a «auster però viu» i va dir que la sèrie era més reflexiva que els llibres de Nàrnia de C. S. Lewis.
En la seva història de fantasia de 1980, Brian Attebery va qualificar la trilogia de Terramar de «la fantasia nord-americana més rica i desafiant fins ara». Slusser va descriure el cicle de Terramar com una «obra d'alt estil i imaginació», i la trilogia original de llibres un producte d'una «visió èpica genuïna». El 1974, el crític Robert Scholes va comparar favorablement l'obra de Le Guin amb la de C. S. Lewis, dient: «On C. S. Lewis va elaborar un conjunt de valors específicament cristians, Ursula Le Guin treballa no amb una teologia sinó amb una ecologia, una cosmologia, una reverència per l'univers com a estructura autoregulada». El 2014, David Pringle la va anomenar «una bella història: poètica, emocionant i profunda».

### Premis
Un mag de Terramar va fer guanyar diversos premis notables a Le Guin com el premi Boston Globe-Horn Book el 1969, o el premi Lewis Carroll Shelfdeu anys més tard. El 1984 va guanyar el Złota Sepulka a Polònia. L'any 2000, Le Guin va rebre el premi Margaret A. Edwards de l'American Library Association per a la literatura juvenil. El premi va citar sis de les seves obres, inclosos els quatre primers volums de Terramar, La mà esquerra de la foscor i The Beginning Place. Una enquesta de 1987 a Locus va classificar Un mag de Terramar en tercer lloc entre les «Millors novel·les de fantasia de tots els temps», mentre que el 2014 Pringle la va classificar al número 39 de la seva llista de les 100 millors novel·les de fantasia moderna.

### Influència
El llibre ha tingut una gran influència dins del gènere de la fantasia. Margaret Atwood ha destacat Un mag de Terramar un dels «fons» de la literatura fantàstica El llibre ha estat comparat amb obres importants d'alta fantasia com ara El Senyor dels Anells de J. R. R. Tolkien i El màgic d'Oz de L. Frank Baum. La noció que els noms poden exercir poder també està present a la pel·lícula de Hayao Miyazaki del 2001 El viatge de Chihiro; els crítics han suggerit que aquesta idea es va originar amb el cicle de Terramar de Le Guin. El novel·lista David Mitchell, autor de llibres com Cloud Atlas, va descriure Un mag de Terramar que tenia una forta influència sobre ell i va dir que sentia el desig d'«emprar paraules amb el mateix poder que Ursula Le Guin».
Els escriptors moderns han considerat que la idea d'una «escola de bruixots» apareix per primer cop a Un mag de Terramar, idea que es farà famosa més tard amb la sèrie de llibres de Harry Potter, i per popularitzar el trop d'un nen bruixot, també present en Harry. Potter. Els crítics també han comentat que la premissa bàsica d'Un mag de Terramar, la d'un nen amb talent que va a l'escola de bruixots on troba un enemic amb qui té una estreta connexió, també és la premissa de Harry Potter. En Ged també rep una cicatriu de l'ombra, que fa mal sempre que l'ombra està a prop seu, igual que la cicatriu de Harry Potter feta per en Voldemort. Comentant la similitud, Le Guin va dir que no sentia que J. K. Rowling «l'hagués estafat», sinó que els llibres de Rowling van rebre massa elogis per la suposada originalitat, i que Rowling «podria haver estat més amable amb els seus predecessors. La meva incredulitat va ser als crítics que van trobar el primer llibre meravellosament original. Té moltes virtuts, però l'originalitat no n'és una. Això va fer mal».

## Temes

### Procés de maduració
Un mag de Terramar se centra en l'adolescència i el procés de maduració d'en Ged, i juntament amb les altres dues obres de la trilogia original de Terramar, Le Guin dona forma a un retrat dinàmic del procés d'envellir. Les tres novel·les juntes segueixen a en Ged des de la joventut fins a la vellesa, i cadascuna d'elles també segueix el procés de maduració d'un personatge diferent. La novel·la es descriu sovint com a Bildungsroman. L'estudiós Mike Cadden va afirmar que el llibre és una història convincent «per a un lector tan jove i possiblement tan testarut com en Ged i, per tant, hi simpatitzen». El pas a l'edat adulta d'en Ged també s'entrellaça amb el viatge físic que emprèn a través de la novel·la.
En Ged és representat com a orgullós i, així i tot, insegur de si mateix en diverses situacions: al principi del seu aprenentatge creu que l'Ogion s'està burlant d'ell, i més tard, a Roke, se sent menystingut per en Jaspi. En tots dos casos, creu que els altres no aprecien la seva grandesa, i la narració simpàtica de Le Guin no contradiu immediatament aquesta creença. Cadden escriu que Le Guin permet als lectors joves simpatitzar amb en Ged, i a poc a poc s'adonen del preu a pagar per les seves accions, mentre aprèn a controlar els seus poders màgics. De la mateixa manera, quan en Ged comença el seu aprenentatge amb l'Ogion, s'imagina que se li ensenyaran aspectes misteriosos de la bruixeria, i té visions de transformar-se en altres criatures, però a poc a poc veu que les lliçons importants de l'Ogion són les que tenen a veure amb ell mateix.
El passatge al final de la novel·la, on en Ged finalment accepta l'ombra com a part de si mateix i s'allibera així de les seves pors, ha estat assenyalat pels crítics com un ritu de pas. Jeanne Walker, per exemple, va escriure que el ritu de pas al final era un anàleg per a tota la trama d'Un mag de Terramar, i que la trama en si juga el paper d'un ritu de pas per a un lector adolescent. Walker continua dient: «Tota l'acció d'Un mag de Terramar […] retrata la lenta comprensió de l'heroi del que significa ser un individu en la societat i un jo en relació amb poders superiors». Molts lectors i crítics han comentat les similituds entre el procés de creixement d'en Ged i les idees de la psicologia jungiana. El jove Ged té una trobada espantosa amb una ombra, que més tard s'adona que és el costat fosc de si mateix. És només després de reconèixer i fusionar-se amb l'ombra que es converteix en una persona sencera. Tot i les similituds, Le Guin va dir que mai no havia llegit Jung abans d'escriure les novel·les de Terramar.
Le Guin va descriure el pas a l'edat adulta com el tema principal del llibre i va escriure en un assaig de 1973 que va triar aquest tema perquè estava escrivint per a un públic adolescent. Va afirmar que «El pas de la infantesa a l'edat adulta […] és un procés que em va portar molts anys; el vaig acabar, tan tard com vaig poder, cap als trenta-un anys […]. També ho fan la majoria dels adolescents. És la seva ocupació principal, de fet.» També va dir que la fantasia era el més adequat com a mitjà per descriure el pas a l'edat adulta, perquè explorar el subconscient era difícil utilitzant el llenguatge de la «vida quotidiana racional». El procés de maduració en què es va centrar Le Guin va incloure no només el desenvolupament psicològic, sinó també els canvis morals. En Ged necessita reconèixer l'equilibri entre el seu poder i la seva responsabilitat per fer-ne un bon ús, un reconeixement que arriba quan viatja a la pedra de Terrenon i veu la temptació que aquest poder representa.

### Equilibri i temes taoistes
El món de Terramar es basa en un equilibri delicat, del qual la majoria dels habitants en són conscients, però que és alterat per algú en cadascuna de les novel·les de la trilogia originals. Això inclou un equilibri entre la terra i el mar (implícit en el nom Terramar) i entre les persones i el seu entorn natural. A més de l'equilibri físic, hi ha un equilibri còsmic més gran, del qual tothom és conscient i que els mags tenen l'encàrrec de mantenir. Descrivint aquest aspecte de Terramar, Elizabeth Cummins va escriure: «El principi de poders equilibrats, el reconeixement que cada acte afecta un mateix, la societat, el món i el cosmos, és alhora un principi físic i moral del món de fantasia de Le Guin». El concepte d'equilibri està relacionat amb l'altre gran tema de la novel·la del pas de la infantesa a l'edat adulta, ja que el coneixement d'en Ged de les conseqüències de les seves pròpies accions per al bé o el mal és necessari perquè entengui com es manté l'equilibri. Mentre era a l'escola de Roke, el Mestre Mà li diu:
| « | But you must not change one thing, one pebble, one grain of sand, until you know what good and evil will follow on that act. The world is in balance, in Equilibrium. A wizard's power of Changing and of Summoning can shake the balance of the world. It is dangerous, that power. It is most perilous. It must follow knowledge, and serve need. To light a candle is to cast a shadow. | Però no has de canviar ni una sola cosa, ni un sol gra de sorra, fins que sàpigues quin serà el bé i el mal que resultaran d'aquest acte. El món està en harmonia, en Equilibri. El poder de Transformació i de Crida d’un mag poden fer trontollar l’equilibri. És perillós, aquest poder. Un dels més perillosos. Ha d'estar guiat pel coneixement, i ha de servir la necessitat. Encendre una espelma és projectar una ombra… | » |

La influència del taoisme en l'escriptura de Le Guin és evident en gran part del llibre, especialment en la seva representació de l'«equilibri». Al final de la novel·la, es pot veure que en Ged encarna la forma de vida taoista, ja que ha après a no actuar tret que sigui absolutament necessari. També ha après que els opòsits aparents, com la llum i la foscor o el bé i el mal, són realment interdependents. La llum i la foscor són imatges recurrents dins de la història. Els crítics han identificat aquesta creença com una prova d'una ideologia conservadora dins de la història, compartida amb bona part de la fantasia. Per alguns estudiosos, en emfatitzar les preocupacions sobre l'harmonia i l'equilibri, Le Guin justifica essencialment l'statu quo, que els mags s'esforcen per mantenir. Aquesta tendència contrasta amb l'escriptura de ciència-ficció de Le Guin, en la qual es demostra que el canvi té valor.

La naturalesa del mal humà també forma un tema important a Un mag de Terramar, així com en les altres novel·les Terramar. Com passa amb altres obres de Le Guin, el mal es mostra com un malentès de l'equilibri de la vida. En Ged neix amb un gran poder, però l'orgull derivat del seu poder, és la font del desequilibri; intenta demostrar la seva força fent aparèixer un esperit d'entre els morts, i en realitzar aquest acte contra les lleis de la natura, allibera l'ombra que l'ataca. Slusser suggereix que, tot i que és provocat a dur a terme encanteris perillosos primer per la noia a Gont i després per en Jaspi, aquesta provocació existeix a la ment d'en Ged. No vol mirar dins d'ell mateix i veure l'orgull que l'impulsa a fer el que fa. Quan accepta l'ombra en ell mateix, també accepta finalment la responsabilitat de les seves pròpies accions, i acceptant la seva pròpia mortalitat és capaç d'alliberar-se. La seva companya Veça descriu el moment dient
| « | […] that Ged had neither lost nor won but, naming the shadow of his death with his own name, had made himself whole: a man: who, knowing his whole true self, cannot be used or possessed by any power other than himself, and whose life therefore is lived for life's sake and never in the service of ruin, or pain, or hatred, or the dark. | […] en Ged no havia perdut ni havia vençut, sinó que, en anomenar l’ombra de la seva mort amb el seu propi nom, s’havia fet íntegre, un home sencer; un home que coneixia el seu ésser total i veritable, i que no podia ser emprat o posseït per cap poder que no fos ell mateix. Un home la vida del qual havia de ser viscuda pel sol desig de viure, i que mai no estaria al servei de la ruïna, del dolor, de l’odi o de la foscor. | » |

Així, tot i que hi ha diversos poders foscos a Terramar (com el drac i la pedra de Terrenon), el veritable mal no era un d'aquests poders, ni tan sols la mort, sinó les accions d'en Ged que anaven en contra de l'equilibri de la natura. Això és contrari a la narració convencional occidental i cristiana, en què la llum i la foscor sovint es consideren oposades, i es veuen com a símbols del bé i del mal, que estan constantment en conflicte. En dues ocasions diferents, en Ged té la temptació d'intentar desafiar la mort i el mal, però finalment s'assabenta que cap dels dos pot ser eliminat: en canvi, opta per no servir el mal i deixa de negar la mort.

### Noms veritables
En l'univers de ficció de Le Guin, conèixer el nom veritable d'un objecte o d'una persona és tenir poder sobre ell. Cada nen rep un nom de veritat quan arriba a la pubertat, un nom que només comparteix amb els amics íntims. Diversos dels dracs de les novel·les posteriors de Terramar, com Orm Embar i Kalessin, viuen obertament amb els seus noms, que no donen poder a ningú sobre ells. En Un mag de Terramar, però, es demostra que en Ged té poder sobre Yevaud. Cadden escriu que això és perquè Yevaud encara té l'afecció a les riqueses i les possessions materials i, per tant, està lligat pel poder del seu nom. Els mags exerceixen la seva influència sobre l'equilibri mitjançant l'ús de noms, vinculant així aquest tema amb la representació de Le Guin d'un equilibri còsmic. Segons Cummins, aquesta és la manera de Le Guin de demostrar el poder del llenguatge per donar forma a la realitat. Com que el llenguatge és l'eina que fem servir per referir-nos a l'entorn, Le Guin argumenta que també permet als humans afectar sobre la realitat, i el poder dels mags per utilitzar noms ho simbolitza. Cummins va fer una analogia entre l'ús dels noms dels mags per canviar les coses amb l'ús creatiu de les paraules en l'escriptura de ficció. Shippey va escriure que la màgia de Terramar sembla funcionar a través del que va anomenar la «teoria Rumpelstiltskin», en la qual els noms tenen poder. Va argumentar que aquesta representació formava part de l'esforç de Le Guin per emfatitzar el poder de les paraules sobre els objectes, cosa que, segons Shippey, contrastava amb la ideologia d'altres escriptors, com James Frazer a La Branca Daurada. Esmonde va argumentar que cadascun dels tres primers llibres de Terramar es basava en un acte de confiança. A Un mag de Terramar, en Veça confia a en Ged el seu veritable nom quan aquest últim està desanimat, i així li dona poder complet sobre ell. Més tard, en Ged ofereix a la Tenar el mateix regal a Les tombes d'Atuan, permetent-li així aprendre a confiar.

## Estil i estructura

### Llengua
Un mag de Terramar i altres novel·les del cicle de Terramar difereixen notablement de les primeres obres del cicle Hainish de Le Guin, tot i que van ser escrites en un moment similar. George Slusser va descriure les obres de Terramar com un contrapès al «pessimisme excessiu» de les novel·les Hainish. Segons Slusser el primer representava una acció individual amb una llum positiva, en contrast amb obres com «Vaster than Empires and More Slow». L'Encyclopedia of Science Fiction considerava que el llibre estava impregnat d'una «gran alegria». En discutir l'estil de les seves pròpies obres fantàstiques, la mateixa Le Guin va dir que en la fantasia calia fer servir un llenguatge clar i directe, perquè no hi ha un marc conegut per a la ment del lector.
La història sovint sembla suposar que els lectors estan familiaritzats amb la geografia i la història de Terramar, una tècnica que va permetre a Le Guin evitar l'exposició: un crític va escriure que aquest mètode «ofereix al món de Le Guin les misterioses profunditats del de Tolkien, però sense els seus cansats antecedents i versificació». D'acord amb la noció d'una èpica, la narració va passant de mirar cap endavant al futur d'en Ged a mirar enrere al passat de Terramar. Al mateix temps, Slusser va descriure l'estat d'ànim de la novel·la com a «estrany i oníric», fluctuant entre la realitat objectiva i els pensaments de la ment d'en Ged; alguns dels adversaris d'en Ged són reals, mentre que altres són fantasmes. Aquesta tècnica narrativa, que Cadden descriu com a «discurs indirecte lliure», fa que el narrador del llibre es mostri empàtic amb el protagonista, i no allunya els seus pensaments del lector.

### Mite i èpica
Un mag de Terramar té forts elements de l'èpica; per exemple, el lloc d'en Ged a la història de Terramar es descriu al principi del llibre en els termes següents: «es diu que va ser el més gran, i sens dubte és el viatger més important: l'home amb el nom d'Esparver, que en la seva època, va arribar a ser tant senyor dels dracs com Arximag.» La història també comença amb paraules de la cançó de Terramar «La creació d'Éa», que forma un començament ritual al llibre. El narrador de la història continua dient que és de la joventut d'en Ged, establint així el context per a la resta del llibre. En comparació amb els protagonistes de moltes altres obres de Le Guin, en Ged és superficialment un heroi típic, un mag que s'inicia en una recerca. Els crítics han comparat Un mag de Terramar amb èpiques com Beowulf. L'estudiosa Virginia White va argumentar que la història seguia una estructura comuna a les èpiques en què el protagonista comença una aventura, s'enfronta a proves pel camí i, finalment, torna triomfant. White també suggereix que aquesta estructura es pot veure en la sèrie en conjunt, així com en els volums individuals.
Le Guin va subvertir molts dels trops típics d'aquests «monomites»; els protagonistes de la seva història eren tots de pell fosca, en comparació amb els típics herois de pell blanca; els antagonistes karguesos, en canvi, eren blancs, un canvi de rols de raça que ha estat comentat per diversos crítics. Els crítics també han citat el seu ús de personatges de diferents orígens de classe com una opció subversiva a la fantasia occidental convencional. Al mateix temps, els crítics van qüestionar el tractament del gènere de Le Guin a Un mag de Terramar, i la trilogia original en conjunt. Le Guin, que més tard es va identificar com a feminista, va optar per restringir l'ús de la màgia als homes i nens al primer volum de Terramar. A Les tombes d'Atuan tot i que hi apareix una protagonista femenina, s'hi perpetua un món dominat pels homes. Tehanu (1990), publicat com el quart volum de Terramar 18 anys després del tercer, ha estat descrit tant per Le Guin com els seus analistes com una reimaginació feminista de la sèrie, en què el poder i l'estatus dels personatges principals s'inverteixen, i l'estructura social patriarcal és qüestionada. El 1993, Le Guin va escriure que no podia continuar [Terramar després del 1972] fins que no hagués «lluitat amb els àngels de la consciència feminista».
Diversos crítics han argumentat que combinant elements de la ficció èpica, el Bildungsroman i la literatura juvenil, Le Guin va aconseguir desdibuixar els límits dels gèneres convencionals. En una crítica de 1975, Francis Molson va argumentar que la sèrie s'hauria de denominar «fantasia ètica», un terme que reconeixia que la història no sempre seguia els trops de la fantasia heroica i les qüestions morals que plantejava. El terme no es va popularitzar. En la mateixaí lnia, Cordelia Sherman el 1985; va argumentar que Un mag de Terramar i la resta de la sèrie pretenien «ensenyar als nens amb un exemple dramàtic què significa ser un bon adult».

## Adaptacions
World Book va imprimir una versió resumida i il·lustrada del primer capítol al tercer volum de Childcraft el 1989. S'han publicat diverses versions d'àudio del llibre. La BBC Radio va produir una versió radiofònica el 1996 narrada per Judi Dench, i una sèrie de sis parts adaptant les novel·les de Terramar el 2015, emesa a Radio 4 Extra. El 2011, l'obra va ser produïda com un enregistrament integral interpretat per Robert Inglis.
També s'han produït dues adaptacions a la pantalla de la història. Una minisèrie original titulada Legend of Earthsea es va emetre el 2004 al Scyfy. Es basa de manera molt lliure en Un mag de Terramar i Les tombes d'Atuan. En un article publicat a Salon, Le Guin va expressar un fort rebuig pel resultat. Ella va declarar que havien convertit en Ged en un «nen blanc petulant» i havien obviat el fet que el protagonista del libre és negre; per aquest motiu va anomenar la sèrie: «Terramar blanquejada». Per Le Guin, l'elecció d'un protagonista no blanc era fonamental per al llibre. Aquest sentiment va ser compartit per una ressenya a The Ultimate Encyclopedia of Fantasy, que deia que Legend of Earthsea «va perdre totalment el sentit» de les novel·les de Le Guin, «arrancant tota la subtilesa, matisos i bellesa dels llibres i inserint-hi clixés avorrits, estereotips dolorosos i una guerra «èpica» molt desagradable».
Studio Ghibli va llançar una adaptació de la sèrie el 2006 titulada Contes de Terramar. La pel·lícula combina de manera molt lliure els elements del primer, tercer i quart llibre en una història nova. Le Guin va comentar amb disgust el procés de creació de la pel·lícula, dient que havia acceptat l'adaptació creient que Hayao Miyazaki produiria la pel·lícula ell mateix, cosa que finalment no va ser així. Le Guin va elogiar les imatges de la pel·lícula, però no li va agradar l'ús de la violència. També va expressar la seva insatisfacció amb la representació de la moralitat, i en particular amb l'ús d'un dolent que podria ser assassinat com a mitjà per resoldre el conflicte, cosa que va dir que era antitètic al missatge del llibre. La pel·lícula va rebre respostes generalment diverses.